# 山口六郎次

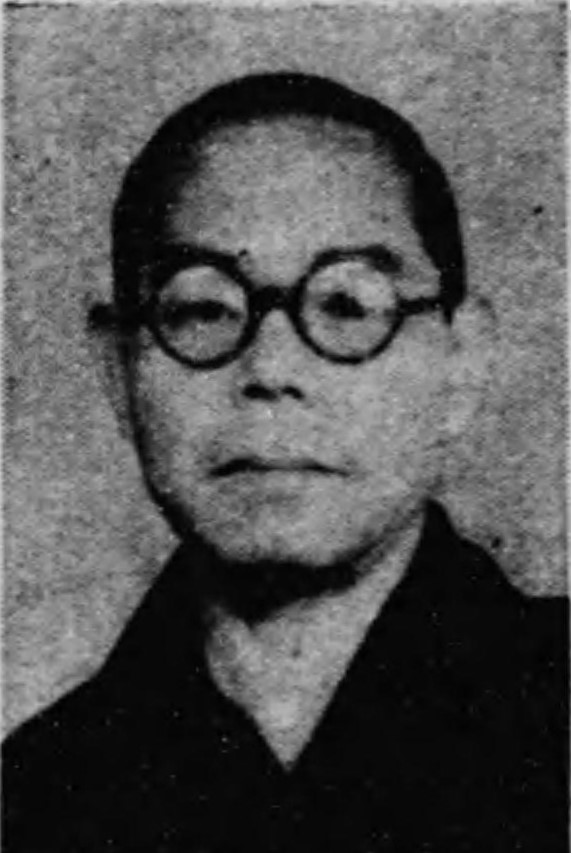
山口六郎次

山口 六郎次（やまぐち ろくろうじ、1896年7月21日 - 1961年11月28日）は、日本の政治家。元労働大臣の山口敏夫は三男。

## 来歴・人物
埼玉県南埼玉郡日勝村（現在の白岡市）生まれ。
1920年、明治大学政治経済科を卒業。卒業後、報知新聞社に入社。1925年、大日本体育協会常務理事・全日本陸上競技連盟常務理事に就任。
横川重次秘書を経て、1947年に埼玉2区から第23回衆議院議員総選挙に立候補し当選当選同期に田中角栄・鈴木善幸・中曽根康弘・増田甲子七・中山マサ・倉石忠雄・荒木万寿夫・松野頼三・石田博英・原田憲・園田直・櫻内義雄・根本龍太郎・中村寅太など）。通算5期。衆議院法務委員長、第3次吉田茂内閣行政管理政務次官、第1次池田勇人内閣建設政務次官などの要職を歴任。
また、党務においては民主自由党総務・民主自由党政調会内閣部長・日本自由党政調会副会長・自由民主党全国組織委員会副委員長・自民主広報委員会副委員長・自民党遊説局長・自民党副幹事長として活動。埼玉県体育協会会長・埼玉県自転車競技連盟会長・全日本自転車競技振興会副会長・埼玉新聞社理事・一日一善会会長・全国亜炭統制組合理事長などとしても実力を発揮した。
明治大学時代は競走部で活躍し、箱根駅伝に出場。政治家となってからも箱根駅伝の育成に尽力。1961年11月28日死去。享年65。功績を称えて、箱根に記念碑が建てられた。
竹ノ谷運輸有限会社（本社：東京都葛飾区堀切）初代社長で、オーナーの竹ノ谷長八（川越市菅間出身（当時の芳野村））と六郎次は刎頚の友で山口敏夫が背任事件で逮捕されるまでの付き合い。